# Базарева балка
Базарева балка — ботанічна пам'ятка природи місцевого значення. Об'єкт розташований на території Черкаського району Черкаської області, в адмінмежах Кам'янської міської громади, Грушківське лісництво, квартал 81, виділ 6.
Площа — 5,6 га, статус отриманий у 2008 році.